# Roy Stryker
Pour les articles homonymes, voir Stryker (homonymie).
Roy Emerson Stryker (5 novembre 1893, Great Bend, Kansas - 27 septembre 1975, Grand Junction, Colorado) est un économiste, haut fonctionnaire du gouvernement, et photographe américain.

## Biographie
Stryker est surtout reconnu pour avoir dirigé la division « Information » de la Farm Security Administration (FSA) pendant la Grande Dépression et pour avoir lancé le projet de photographie documentaire de la FSA.
Après avoir servi dans l'infanterie pendant la Première Guerre mondiale, Stryker fait des études d'économie à l'université Columbia. Il illustre ses travaux économiques de ses propres photographies. Il suit Rexford Tugwell, avec qui il travaillait à Columbia, à la Resettlement Administration (RA), organisme chargé d'aider les fermiers les plus pauvres, et tous deux y insistent sur le besoin de documenter les problèmes de l'Amérique profonde. En 1935 il prend la tête du projet de photographie documentaire de la FSA, nouveau nom de la Resettlement Administration.
Au sein de la FSA, Stryker sera avant tout un manager, capable de tirer le meilleur des photographes, s'assurant de la clarté des missions, du bon financement des projets et surtout que la presse à grand tirage puisse avoir accès aux images. C'est ainsi que d'une part, le grand public prendra conscience de la détresse des pauvres en zone rurale, et que d'autre part la carrière de certains photographes sera lancée.
Au total, 77 000 tirages seront réalisés pour la presse à partir de 164 000 négatifs, plus 644 images en couleurs.
Quelques grands noms embauchés par Stryker : Dorothea Lange, Arthur Rothstein, Walker Evans, Ben Shahn, John Vachon, Marion Post Wolcott, Russell Lee, Jack Delano, Gordon Parks, John Collier Jr, Carl Mydans, Edwin et Louise Rosskam. Certaines de leurs photos prises pour la FSA sont aujourd'hui des images très connues.

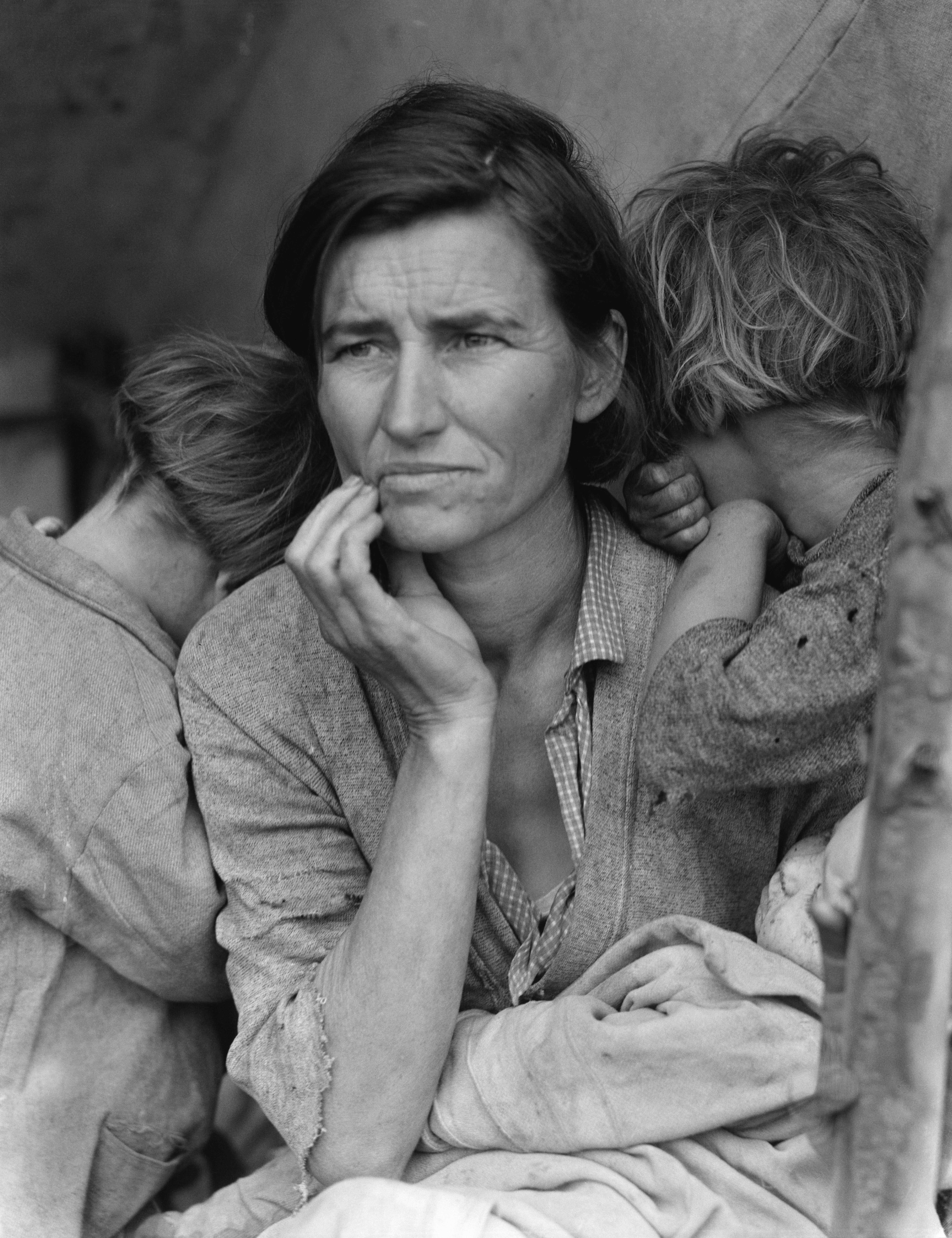
Dorothéa Lange - "Mère migrante" (portrait de Florence Owens Thompson pour la FSA)

Pendant la Deuxième Guerre mondiale, en 1942, la division « photo » de la FSA est incorporée à l'Office of War Information et Stryker continue à la diriger, embauchant encore de nouveaux photographes comme Esther Bubley. Après le démantèlement de cet organisme, le fonds photographique sera transféré à la bibliothèque du Congrès, où l'on peut toujours aller voir ces photos. La  bibliothèque du Congrès à récemment mis en place sur leur site une section dédié aux "média" où l'on peut voir beaucoup de ces photographies et des articles où ces photos étaient parues.
Après la guerre, Stryker travaille sur divers projets documentaires (Standard Oil, Bibliothèque de Pittsburgh, etc. lien vers les photographies) et décède en 1975 à Grand Junction (Colorado).

## Le poinçon de Stryker
Roy Stryker sera toutefois très critiqué pour ses méthodes de sélection radicales. 
En effet il détruira littéralement les négatifs non sélectionnés en les poinçonnant, créant un trou souvent en plein centre de l'image. Alors que certains de ses choix de destruction étaient évidents pour des raisons techniques (la photographie étant floue ou mal exposée) certaines images n'étaient tout juste pas à son goût ou ne convenaient pas à la direction prise par la FSA. Il faudra attendre plusieurs années de plaintes pour qu'en 1939 il se décide à utiliser une façon de sélectionner plus classique et moins destructive. Il aura détruit plusieurs milliers de négatifs aujourd'hui détenus par la bibliothèque du Congrès. 
Ces images sont aujourd'hui accessibles et souvent publiées dans des articles web pour leur curiosité (voir section références) mais aussi par des artistes comme Lisa Oppenheim dans "Killed Negatives, 2007" ou encore William E. Jones avec "Punctured, 2010".
Une édition dédiée à ces clichés dévoilant bon nombre d'entre eux est parue en 2016 : "Ground: A Reprise of Photographs from the Farm Security Administration".